# Leonard Constantin
Leonard Constantin (* 14. September 1934 in Turnu Severin) ist ein ehemaliger rumänischer Politiker und Funktionär der Rumänischen Kommunistischen Partei (PCR), der unter anderem zwischen 1981 und 1986 Kandidat des Politischen Exekutivkomitees des Zentralkomitees (ZK) der PCR sowie von 1985 bis 1986 Mitglied des Staatsrates war.

## Leben
Leonard Constantin absolvierte von 1948 bis 1951 die Fachschule für Metallurgie in Brăila und fungierte während dieser Zeit auch als Sekretär der Organisation der Union der jungen Werktätigen UTM (Uniunea Tineretului Muncitor), des Jugendverbandes der Kommunistischen Partei, an dieser Fachschule. Im Anschluss arbeitete er von 1951 bis Februar 1953 als Schlosser im Drahtindustrieunternehmen Brăila. Nachdem er zwischen Februar und Mai 1953 einen dreimonatigen Parteikurs absolviert hatte, war er von Mai 1953 bis November 1954 Aktivist des Stadtkomitees der UTM in Galați und während seines Militärdienstes zwischen November 1954 und 1956 Sekretär der UTM-Organisation seiner Einheit, wobei er 1955 als Mitglied der Rumänischen Arbeiterpartei PMR (Partidul Muncitoresc Român) als Mitglied beitrat. Nach dem Ende seines Militärdienstes arbeitete er von 1956 bis 1957 wieder als Schlosser im Drahtindustrieunternehmen Brăila sowie danach zwischen 1957 und 1958 als Berater des Stadtparteikomitees von Galați. Er besuchte von 1958 bis 1959 die Parteischule in Galați und fand an dieser von 1959 bis Februar 1971 Verwendung als Assistent am Lehrstuhl für  Politische Ökonomie. Er besuchte zwischen Februar und Dezember 1961 einen Aufbaukurs an der Parteihochschule „Ștefan Gheorghiu“ und arbeitete im Anschluss zwischen Dezember 1961 und 1965 wieder als Berater des Stadtparteikomitees  von Galați und als Assistent an der dortigen Parteischule sowie als Sekretär für Propaganda des UTM-Komitees im Kreis Galați.
Während Constantin zwischen 1965 und 1966 Berater des Parteikomitees im Kreis Galați war, besuchte er das Abendgymnasium und begann 1966 ein Studium an der Wirtschaftswissenschaftlichen Fakultät der Akademie der Sozial- und Politikwissenschaften „Ștefan Gheorghiu“, welches er 1970 beendete. Danach war er zwischen Juli und dem 19. November 1979 zunächst Berater des Parteikomitees im Kreis Vrancea sowie vom 19. November 1970 bis September 1971 Sekretär für Organisation des Stadtparteikomitees von Focșani und im Anschluss zwischen September 1971 und Februar 1972 Inspektor des Kontrollorgans des Vorsitzenden des Exekutivkomitees des Volksrates des Kreises Galați. Er fungierte von Februar 1972 bis Mai 1974 als stellvertretender Direktor der Parteischule Galați und daraufhin zwischen Mai und November 1974 Leiter der Organisationsabteilung des Parteikomitees des Kreises Galați. Er war von November 1974 bis zum 26. März 1981 Sekretär für Organisation des Parteikomitees des Kreises Brașov und wurde als solcher am 27. März 1980 auch Mitglied der Kommission für Organisationsfragen der Partei-, Staats-, Massen- und gesellschaftlichen Organisationen des Zentralkomitees der PCR. Auf dem Zwölften Parteitag der PCR (19. bis 23. November 1979) wurde er Mitglied des ZK der PCR und gehörte diesem Gremium zehn Jahre lang bis zum 24. November 1989 an. 
Leonard Constantin übernahm am 26. März 1981 die Posten als Erster Sekretär des Parteikomitees und Vorsitzender des Exekutivkomitees des Volksrates des Kreises Iași und verblieb in dieser Funktion bis zum 11. Juli 1986, woraufhin Neculai Ibănescu ihn ablöste. Am 25. März 1981 wurde er zudem Kandidat des Politischen Exekutivkomitees des Zentralkomitees (ZK) der PCR und behielt diese Funktion  bis zum 11. Juli 1986. Während dieser Zeit schloss er 1983 seine Promotion an der Akademie für Sozial- und Politikwissenschaften „Ștefan Gheorghiu“ ab. 1985 wurde er Mitglied der Großen Nationalversammlung (Marea Adunare Națională) und vertrat dort bis 1989 den Wahlbezirk „Nr. 11 Răducăneni“ im Kreis Iași. Zugleich wurde er am 1. April 1985 Mitglied des Staatsrats (Consiliul de Stat al României), ein Kollegialorgan, das im Zeitraum von 1961 bis 1989 die Funktionen und Befugnisse eines Staatsoberhauptes der Sozialistischen Republik Rumänien innehatte, und gehörte diesem Gremium bis zum 13. Dezember 1986 an.
Daraufhin war Constantin vom 22. November 1986 bis 4. November 1989 Vizepräsident des Exekutivkomitees des Volksrats des Kreises Teleorman sowie zuletzt zwischen dem 4. November und dem 22. Dezember 1989 Erster Sekretär des Parteikomitees und Erster Vizepräsident des Exekutivkomitees des Volksrats des Kreises Arad. Für seine langjährigen Verdienste wurde Vasile mehrfach ausgezeichnet und erhielt unter anderem 1974 den Orden der Arbeit Dritter Klasse (Ordinul Muncii), 1981 den Stern der Sozialistischen Republik Rumänien Vierter Klasse (Ordinul Steaua Republicii Socialiste România) sowie 1984 den Orden der Arbeit Zweiter Klasse.